# Карадемир, Тугба
Тугба́ Карадеми́р (тур. Tuğba Karademir; (род. 17 марта 1985 года в Анкаре) — турецкая фигуристка выступавшая в женском одиночном катании. Она первая в истории турецкая фигуристка принявшая участие в зимних Олимпийских играх (в 2006 году, стала 21-й), а также, её 10-е месте на чемпионатах Европы 2007 и 2009 годов — лучший результат турецкого фигурного катания на сегодняшний день. Завершила карьеру в 2010 году.

## Карьера

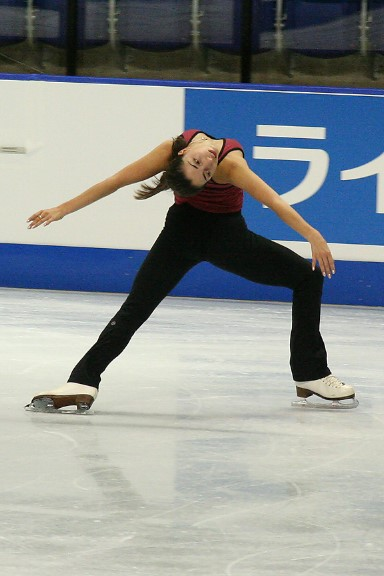

Она начала кататься на коньках в возрасте 5 лет, в 1990 году, вместе с группой своего детского сада в Анкаре на первом открывшемся в Турции катке. В восемь лет она впервые представляла Турцию на международных соревнованиях. В 1995 году выиграла Балканские игры.
У девочки несомненно имелся большой талант, однако, продолжая тренироваться в Турции она не могла рассчитывать на высокие результаты, так как в стране имелся только один каток и не было тренеров международного класса. В связи с этим, родители Тубы, в 1996 году решили переехать семьёй в Канаду. Там Карадемир начала работать с Робертом Тебби, с которым сотрудничала до конца своей карьеры.
Став, в 2005 году, на чемпионате мира 27-й, Туба Карадемир не получила возможности выступать на зимних Олимпийских играх. Однако осенью этого же года очень удачно выступила в квалификационном турнире и впервые в истории турецкого фигурного катания, завоевала право участия в зимних Олимпийских играх. На церемонии открытия Олимпиады в Турине она была знаменосцем сборной команды своей страны. В соревновании стала 21-й показав свой лучший на тот момент результат в короткой программе.
В 2007 году на чемпионате Европы Туба Карадемир вошла в 10-ку, что является лучшим результатом турецкого фигурного катания на сегодняшний день. Интересно, что несмотря на завоёванное право выставить на чемпионат Европы 2008 года двух фигуристок от Турции, Туба так и представляла страну одна.
На чемпионате Европы 2009 года повторила свой лучший результат — снова стала 10-й. На чемпионате мира 2009 заняла 21 место и, снова, завоевала для Турции одну лицензию на Олимпиаду в Ванкувере. Там она сумела квалифицироваться в произвольную программу, причем после короткой она была 21-й оставив позади сразу трех фигуристок (также отобравшихся в произвольную), но в итоге по сумме двух программ заняла последнее 24-е место. На чемпионате мира также показала нелучший результат — лишь 28-е место.
В июле 2010 года сообщила о решении завершить любительскую спортивную карьеру, с целью сосредоточиться на получении образования.

## Спортивные достижения

### после 2003 года
| Соревнования                    | 2003—2004 | 2004—2005 | 2005—2006 | 2006—2007 | 2007—2008 | 2008—2009 | 2009—2010 |
| ------------------------------- | --------- | --------- | --------- | --------- | --------- | --------- | --------- |
| Зимние Олимпийские игры         |           |           | 21        |           |           |           | 24        |
| Чемпионаты мира                 | 35        | 27        | 18        | 27        | 27        | 21        | 28        |
| Чемпионаты Европы               | 23        | 19        | 13        | 10        | 11        | 10        | 12        |
| Этапы Гран-при:Skate America    |           |           |           |           | 9         | 11        | 12        |
| Этапы Гран-при:Skate Canada     |           |           |           | 11        |           |           |           |
| Этапы Гран-при:NHK Trophy       |           |           |           | 10        |           |           |           |
| Турниры «Nebelhorn Trophy»      |           |           |           |           | 11        | 14        |           |
| Турниры «Золотой конёк Загреба» | 17        | 9         |           |           | 5         |           | 4         |
| Зимние Универсиады              |           |           |           | 14        |           | 11        |           |
| Мемориал Карла Шефера           | 9         | 4         | 9         | 11        |           |           |           |
| Мемориал Ондрея Непелы          |           |           | 4         |           |           | 2         |           |
| Ice Challenge                   |           |           |           |           |           |           | 8         |

### до 2003 года
| Соревнования                    | 1994—1995 | 1995—1996 | 1996—1997 | 2000—2001 | 2001—2002 | 2002—2003 |
| ------------------------------- | --------- | --------- | --------- | --------- | --------- | --------- |
| Чемпионаты мира                 |           |           |           |           |           | 30        |
| Чемпионаты Европы               |           |           |           |           | 27        | 27        |
| Чемпионаты Турции               | 2N.       | 1N.       | 1N.       |           |           |           |
| Чемпионаты Канады               |           |           |           | 5J.       |           |           |
| Турниры Nebelhorn Trophy        |           |           |           |           |           | 11        |
| Турниры «Золотой конёк Загреба» |           |           |           |           |           | 7         |
| Балканские игры                 | 1         | 2         | 2         |           |           |           |

- J = юниорский уровень